# الأشخاص الذين نكرههم في حفل الزفاف
الأشخاص الذين نكرههم في حفل الزفاف (بالإنجليزية: The People We Hate at the Wedding)‏ هو فيلم كوميدي أمريكي لعام 2022، من إخراج كلير سكانلون ومن سيناريو وتأليف الأخوات مولينو، الفيلم من بطولة أليسون جاني وبن بلات وسينثيا أداي روبنسون وكريستين بيل. عُرض أول مرة على أمازون برايم فيديو في 18 نوفمبر 2022.

## روابط خارجية
- الأشخاص الذين نكرههم في حفل الزفاف على موقع IMDb (الإنجليزية)
- الأشخاص الذين نكرههم في حفل الزفاف على موقع ميتاكريتيك (الإنجليزية)
- الأشخاص الذين نكرههم في حفل الزفاف على موقع روتن توميتوز (الإنجليزية)
- الأشخاص الذين نكرههم في حفل الزفاف على موقع فيلمافينيتي (الإسبانية)
- الأشخاص الذين نكرههم في حفل الزفاف على موقع قاعدة بيانات الفيلم (الإنجليزية)
- الأشخاص الذين نكرههم في حفل الزفاف على موقع ليتربوكسد (الإنجليزية)
- الأشخاص الذين نكرههم في حفل الزفاف على موقع كينوبويسك (الروسية)